# 張晋亨
張 晋亨（ちょう しんきょう、? - 1276年）は、金朝末期からモンゴル帝国初期にかけて活躍した人物。冀州南宮県の出身。子は張好古・張好義。

## 概要
張晋亨の兄の張顥は金朝に仕えて同知安武軍節度使事の地位に就いていたが、モンゴル軍の侵攻によって河北一帯が荒廃すると東平を拠点とする厳実に青崖で降り、厳実を通じて間接的にモンゴル帝国の支配下に入った。張顥は安武軍節度使の地位を授けられてモンゴル軍に参加したが、中途で戦死してしまったため、張晋亨が兄の地位を継ぐことになった。
1218年（戊寅）、チンギス・カンの腹心の部下のムカリが東アジア方面の計略を委ねられると、張晋亨らもその指揮下に入った。張晋亨は史書によく学び、細密な計画を立てた上で事に臨んだため、厳実は張晋亨を引き立て自らの娘を娶わせたという。
その後、厳実は息子の厳忠貞を質子（トルカク）としてモンゴルに差し出す際、張晋亨に同行を命じた。1227年（丁亥）、ムカリの息子のボオルが益都を征服した際には、昭毅大将軍・領恩州刺史・兼行台馬歩軍都総領の地位を授けられている。また、厳実が淮楚・河南方面を征服するのにも従い功績を挙げている。
1234年（甲午）、厳実とともにオゴデイ・カアンに謁見した際には、東平路行軍千戸の地位を授けられている。これは、従来漢人世侯が自称してきた称号と違ってモンゴル帝国が公認するもので、同じく厳実の部下であった石天禄・趙天錫・劉通・斉珪らも同時期に千戸の地位を授けられた記録がある。安慶の包囲戦では、逃げ出した守将を追って100余りの首級を得て、また定城攻めでは将士5人を捕虜とする功績を挙げた。更に信陽攻めでは復州の金之才を捕虜とし、六安を攻略するなど多くの功績を残している。
厳実が亡くなった後、後を継いだ厳忠済は張晋亨を権知東平府事の地位につけた。1251年（辛亥）、モンケ・カアンが即位すると張晋亨は厳忠済に従って新皇帝に謁見した。この頃、ヤラワチの主導により「六両包銀制」がモンゴル支配下の全土で導入されつつあったが、張晋亨はこの新税制が民に大きな負担をかけるものであるとして批判した。張晋亨のみならず他の漢人世侯からも反対の意見が上がったこともあり、税の負担はやわらげられた。この進言が評価され張晋亨に金虎符が与えられることになったが、張晋亨は自らが厳忠済の配下であり受ける資格がないと辞退したため、張晋亨の謙虚さをかえって喜んだモンケ・カアンは璽書・金符と、恩州管民万戸の地位を受けた。
中統3年（1262年）、李璮が叛乱を起こすと、張晋亨は厳忠済とともに叛乱鎮圧のため派遣され、遙墻濼の戦いで勝利を収めた。この功績により本道奥魯（アウルク）万戸に改められている。中統4年（1263年）には金虎符をもらって宿州に駐屯し、至元8年（1271年）には懐遠大将軍・淄萊路総管となり軍事を治めた。至元11年（1274年）、バヤンを総司令とする南宋攻略が始まると張晋亨もこれに従軍し、安慶より長江を渡ると焦山・瓜洲の戦いで功績を挙げた。至元13年（1276年）に亡くなった。息子の張好義が地位を継いだ。